# 諾德希爾山
諾德希爾山（英語：Mount Nordhill），是南極洲的山峰，位於帕爾默地，處於斯蒂爾峰和科斯基峰之間，屬於韋爾奇山脈的一部分，在1974年由美國地質調查局繪入地圖，現時由南極條約體系管理。